# Anaspis chevrolati
Anaspis chevrolati là một loài bọ cánh cứng trong họ Scraptiidae. Loài này được Mulsant miêu tả khoa học năm 1856.